# Leandro & Leonardo
Leandro & Leonardo fue un dúo musical brasileño, compuesto por los hermanos Luís José Costa (Leandro, 15 de agosto de 1961 - 23 de junio de 1998) y Emival Eterno Costa (Leonardo, nacido el 25 de julio de 1963), originarios de la ciudad de Goianápolis, que gozó de gran éxito en la década de los 90's, tanto en su país natal como en el resto de latinoamericana  y Estados Unidos.

## Biografía

### Inicios
Luis Jose (Leandro) y Emival Eterno (Leonardo) provenían de una familia de campesinos que habían instalado una fábrica de plantación de tomates en Goianapolis; en su adolescencia Luis comenzó a cultivar su gusto a la música llegando a ser vocalista de un grupo barrial llamado "Os Dominantes" que versionaban canciones de The Beatles y Roberto Carlos teniendo una importante recepción en la ciudad de Vianopolis, al interior del Estado de Goias. Para 1983 abandona el grupo y convence a su hermano para conformar un dúo musical; en ese entonces Emival trabajaba en una farmacia y se valió del nacimiento de los mellizos de un trabajador a quienes los llamo Leandro y Leonardo para adoptarlos como nombre artístico. Tras ganar un concurso televisivo en su estado, viajan a Sao Paulo para grabar un disco fabricando y publicando 500 copias, pero no tuvo éxito; a pesar de esto llamo la atención de la discográfica 3M quienes los contrataron para grabar su 2 primeros volúmenes que alcanzaron resonancia y éxito en su Estado. 

### Éxito nacional y continental
En 1989 lanzan su volumen 3 y alcanzan el éxito en todo Brasil gracias a su canción "Entre Tapas E Beijos", escrita por Nilton Lamas y Antonio Bueno, además contando con la participación de destacados compositores como Zeze di Camargo, la producción de Romildo Pereira y la dirección musical de Otavio Basso. Al año siguiente editan su volumen 4 quien logró récords de venta en Brasil, alcanzando las 3 millones de copias vendidas gracias a éxitos como "Sorry, mas eu voi chorar" y "Pense em Mim", su canción más exitosa; en 1991 llega su volumen 5 con los éxitos "Paz Na Cama" y "Nao Olha Assim" y en 1992 se consagran en su volumen 6 con clásicos como "Temporal de Amor" y "Esta Noite Foi Maravilhosa".
En 1993 llegan a Warner Music con su volumen 7 y el éxito "Mexe Mexe" y en 1994 con su volumen 8 posicionan la canción "Dor de Amor Nao Tem Jeito". En 1995 logran el éxito en Latinoamérica y Estados Unidos con su primer disco en español donde reversionan en este idioma sus clásicos como "Temporal de Amor", "Piensa en Mi" (Pense em Mim), "Golpes y Besos" (Entre Tapas E Beijos) y más; también para Brasil lanzan su Volumen 9 con éxitos como "Festa de Rodeio" que retoman sus raíces sertanejas y "Eu Juro", versión de la canción "I Swear".
En 1996 llega su Volumen 10 con éxitos como "Doce Misterio", "Horizonte Azul" y "Sempre Sera"; además lanzan su segundo disco en español con reversiones de "Eu Juro" (Te juro), "Doce Misterio" (Dulce Misterio), entre otras. En 1997 se presentan con gran éxito en el Festival de Viña del Mar, reafirmando su consolidación en el mercado latino y a fines de ese año lanzan su volumen 11 con éxitos como "Beer", "Rumo a Goiania" y "Essas Mulheres" (versión del éxito del dúo La Sociedad). 

### El Triste final
En abril de 1998, Leandro es diagnosticado con un Tumor neuroectodérmico primitivo o Tumor de Askin, a causa de una lesión en la espalda en un día de pesca; la noticia causó impacto en Brasil y a pesar de viajar a Estados Unidos para el tratamiento de su enfermedad, los diagnósticos mostraban que el cáncer estaba en un estado tan avanzado que para salvar su vida solo quedaba la solución de quitarle un pulmón, pero el tenia las esperanzas de sobrevivir y no quería que le sacaran un pulmón ya que sin el no podría volver a cantar. Finalmente Leandro fallecería el 23 de junio de 1998 a causa de una falla orgánica múltiple; su funeral fueron masivos en Goiania y concito gran atención mediática mostrando principalmente el dolor de Leonardo por perder a su compañero y hermano, además de recibir el afecto de todo el país. Algunas semanas después lanzarían su último disco titulado "Um Sonhador" que alcanzó disco de diamante por su gran éxito y donde parte de las ganancias obtenidas fueron donadas a instituciones que luchan contra el cáncer.

## Discografía
- 1983 Leandro & Leonardo Vol.0* - Independent
- 1986 Leandro & Leonardo - Explosão de Desejos - M3
- 1987 Leandro & Leonardo Vol. 2 - M3
- 1989 Leandro & Leonardo Vol. 3 - Chantecler
- 1990 Leandro & Leonardo Vol. 4 - Chantecler
- 1991 Leandro & Leonardo Vol. 5 - Chantecler
- 1992 Leandro & Leonardo Vol. 6 - Chantecler
- 1993 Leandro & Leonardo Vol. 7 - Chantecler/Warner Music Group
- 1994 Leandro & Leonardo Vol. 8 - Chantecler/Warner Music Group
- 1995 Leandro & Leonardo Vol. 9 - Chantecler/Warner Music Group
- 1995 Leandro & Leonardo (Primer disco en español)- Chantecler/Warner Music Group
- 1996 Leandro & Leonardo Vol. 2 (en español) - Chantecler/Warner Music Group
- 1996 Leandro & Leonardo Vol. 10 - Chantecler/Warner Music Group
- 1997 Leandro & Leonardo Vol. 11 - Chantecler/Warner Music Group
- 1998 Só Para Crianças - Warner Music Group
- 1998 Um Sonhador - BMG Brasil